# Beyatt Lekweiry
Beyatt Lekweiry (ou Beyatt Lekoueiry, en arabe : بيات ليكويري), né le 11 avril 2005, est un footballeur international mauritanien. Il joue au poste de milieu de terrain au Lausanne-Sport.

## Biographie

### En club
Formé au FC Nouadhibou, il rejoint l'AS Douanes en 2021, d'abord sous forme de prêt, puis de façon définitive. En 2022, il est cité par le journal britannique The Guardian comme faisant partie des 60 joueurs les plus prometteurs au monde parmi ceux nés en 2005.  
Décrit comme un prodige et une pépite depuis ses 16 ans, il impressionne dans le championnat mauritanien 2023-2024, marquant 10 buts et effectuant 11 passes décisives,.  Ses performances suscitent l'intérêt de clubs européens (Young Boys, Stade de Reims, AIK et Lokomotiv Moscou),. C'est finalement le club croate NK Istra qui le recrute en août 2024 pour un montant estimé à 120 000 euros et avec un contrat courant jusqu'en 2027. 
En six mois, il effectue des prestations remarquées dans le championnat croate, si bien qu'il génère à nouveau de l'intérêt, cette fois-ci auprès de clubs italiens de Serie A,. C'est finalement le club suisse Lausanne-Sport qui le recrute le 7 février 2025 pour une somme estimée à 2 millions d'euros. Son contrat s'étend jusqu'en 2028.  

### En sélection
Beyatt Lekweiry participe à la Coupe arabe de football des moins de 20 ans 2021.
Il fait ses débuts en sélection nationale senior le 20 janvier 2022 contre le Mali lors de la phase de poules de la coupe d'Afrique des nations. Âgé de 16 ans, il est le plus jeune joueur sélectionné dans cette compétition,. Lors de cette rencontre, il entre au jeu à la 62e à la place de Mouhamed Soueid. La Mauritanie s’incline sur le score de 2-0.